# Liste der Stolpersteine in Andorra
Die Liste der Stolpersteine in Andorra enthält die Stolpersteine im Fürstentum Andorra, die vom Künstler Gunter Demnig verlegt wurden. Stolpersteine erinnern an das Schicksal der Menschen, die von den Nationalsozialisten ermordet, deportiert, vertrieben oder in den Suizid getrieben wurden. Sie liegen im Regelfall vor dem letzten selbstgewählten Wohnsitz des Opfers.
Der erste Stolperstein wurde in der Gemeinde Canillo im Dorf Meritxell am 30. April 2025 vom Künstler persönlich verlegt.

## Verlegte Stolpersteine

### Andorra La Vella
In der Hauptstadt Andorra la Vella wurden vier Stolpersteine verlegt.
| Stolperstein | Übersetzung | Verlegeort                       | Name, Leben                           |
| ------------ | --- | -------------------------------- | ------------------------------------- |
|              | HIER LEBTE BONAVENTURA CASAL FARRAS CASA AYERN GEBOREN 1911 VERHAFTET 1943 INTERNIERT COMPIEGNE DEPORTIERT 1944 BUCHENWALD BEFREIT TOT 10.6.1945 | Carrer de l'Aern, 2 La Margineda | Bonaventura Casal Farrasl (1911–1945) |
|              | HIER LEBTE JOSEP FRANCH VIDAL CASA PONET GEBOREN 1903 VERHAFTET 1943 INTERNIERT COMPIEGNE DEPORTIERT 1944 BUCHENWALD ERMORDET 17.6.1944          | Cal Ponet de Canillo             | Josep Franch Vidal (1903–1944)        |
|              | HIER WURDE GEBOREN SALVADOR MONTANYA CODINA CASA CONXITA GEBOREN 1917 VERHAFTET 6.6.1944 CAPESTANO FÜSILIERT 7.6.1944 CAMP DE MARS BEZIERS       | Ca la Conxita d’Andorra la Vella | Salvador Montanya Codina (1917–1944)  |
|              | HIER WURDE GEBOREN CÀNDID ROSSELL RIAL CASA ADELA GEBOREN 1909 VERHAFTET 1943 INTERNIERT COMPIEGNE DEPORTIERT 1944 BUCHENWALD BEFREIT            | Ca l’Adela d’Andorra la Vella    | Càndid Rossell Rial (1909–)           |

### Canillo
In der Gemeinde Canillo wurde in zwei Dörfern insgesamt vier Stolpersteine verlegt, der Stolperstein von Meritxell ist der erste Stolperstein Andorras.
| Stolperstein | Übersetzung | Verlegeort               | Name, Leben                        |
| ------------ | --- | ------------------------ | ---------------------------------- |
|              | HIER WOHNTE BONAVENTURA BONFILL TORRES CASA CANDELA GEBOREN 1912 VERHAFTET 1943 INTERNIERT COMPIEGNE DEPORTIERT 1944 BUCHENWALD BEFREIT | Cal Candela de Meritxell | Bonaventura Bonfill Torres (1912–) |
|              | IN PRATS LEBTE JOSEP CALVÓ TORRES CASA JAUMINA GEBOREN 1913 DEPORTIERT 1944 LANGENSTEIN, BAD GRUEN[...] ERMORDET 25.9.1944 BUCHENWALD   | Cal Jaumina de Prats     | Josep Calvó Torres (1913–1944)     |
|              | IN PRATS LEBTE PERE MANDICÓ VIDAL CASA XICOS GEBOREN 1907 DEPORTIERT 1944 FLOSSENBÜRG, MAUTHAUSEN BEFREIT GUSEN                         | Cal Xicos de Prats       | Pere Mandicó Vidal (1907–)         |
|              | IN PRATS LEBTE ANTONI VIDAL FELIPÓ CASA VIDAL GEBOREN 1900 DEPORTIERT 1944 LINZ III, EISENERZ ERMORDET 29.3.1945 MAUTHAUSEN             | Cal Vidal de Prats       | Antoni Vidal Felipó (1900–1945)    |

## Verlegungen
Die erste Verlegung erfolgte am 30. April 2025 durch Gunter Demnig persönlich im Dorf Meritxell, weitere Verlegungen erfolgten am selben Tag in der Hauptstadt Andorra la Vella und in der Gemeinde Canillo. Eine weitere Verlegung ist für den 6. Mai 2025 in La Margineda geplant, hier ohne den Künstler.